# NGC 4336
NGC 4336 este o galaxie lenticulară situată în constelația Părul Berenicei. A fost descoperită în 27 aprilie 1785 de către William Herschel. Se află la o distanță de 19,55 megaparseci de Pământ.